# Amt Buchsweiler

Wappen der Herrschaft Lichtenberg

Wappen der Grafschaft Hanau-Lichtenberg seit 1606

Wappen der Landgrafschaft Hessen-Darmstadt

Das Amt Buchsweiler war ein Amt im Kerngebiet der Herrschaft Lichtenberg, später der Grafschaft Hanau-Lichtenberg, von der es an die Landgrafschaft Hessen-Darmstadt überging.

## Geschichte

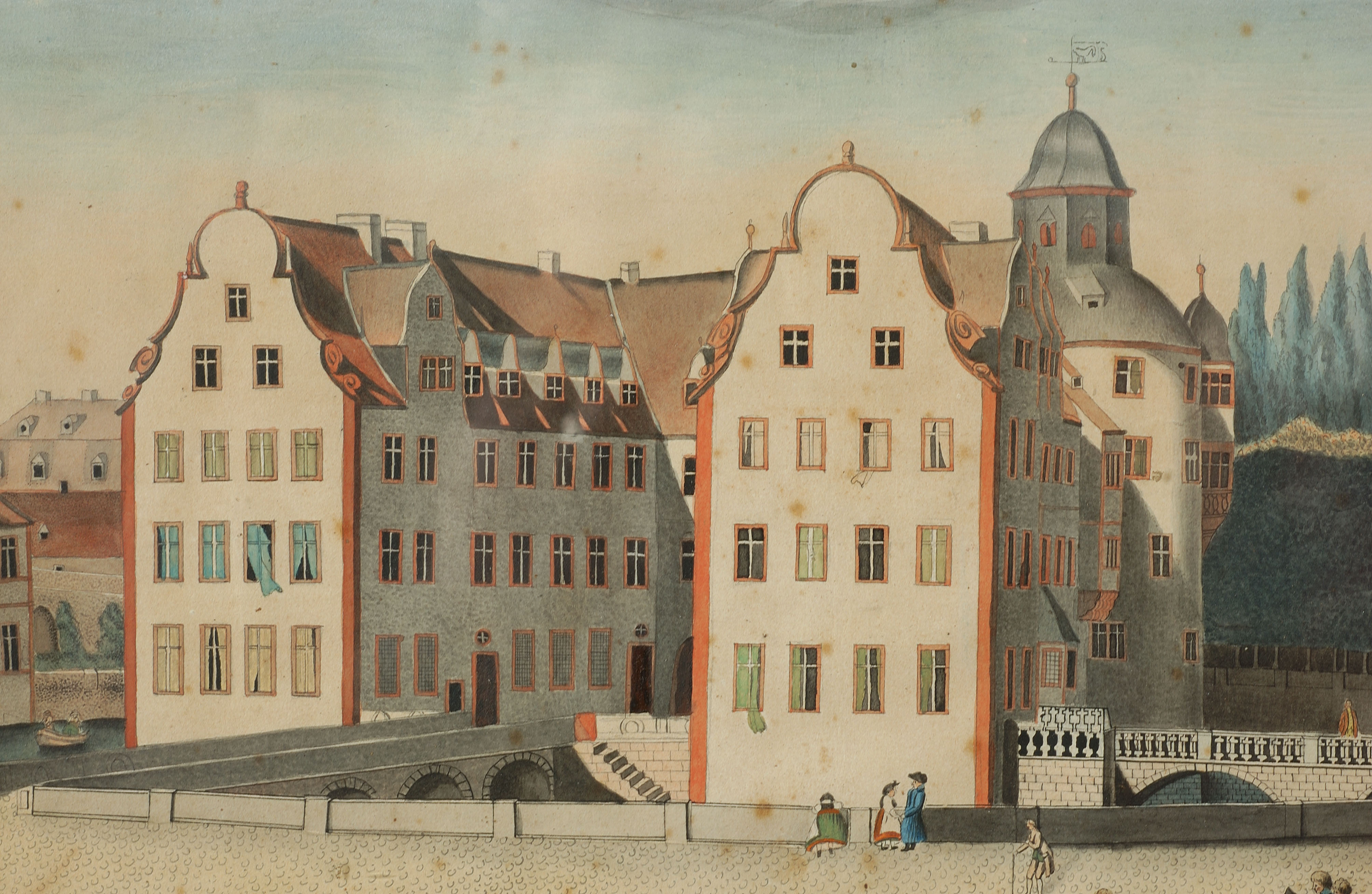
Schloss Buchsweiler: Mittelpunkt der Verwaltung auch des Amtes

Im Amt Buchsweiler fassten die Herren von Lichtenberg am Anfang des 14. Jahrhunderts verwaltungsmäßig die Orte ihrer Herrschaft zusammen, die um deren zentralen Ort, Buchsweiler (heute: Bouxwiller, Bas-Rhin), lagen. Es soll das älteste Amt der Herrschaft Lichtenberg sein. Mit Andreas Schantz ist für 1357 erstmals ein Amtmann namentlich überliefert.
Aufgrund des großen Gebietszuwachses der Herrschaft in der ersten Hälfte des 14. Jahrhunderts wurde das Amt um 1330 geteilt und ein Amt Ingweiler ausgegliedert und Anfang des 15. Jahrhunderts die Ämter Neuweiler und Pfaffenhofen. Das Amt Neuweiler wurde später wieder aufgelöst und sein Bestand in die Ämter Buchsweiler und Ingweiler zurück gegliedert.
Anna von Lichtenberg (* 1442; † 1474) war als Tochter von Ludwig V. von Lichtenberg (* 1417; † 1474) eine von zwei Erbtöchtern mit Ansprüchen auf die Herrschaft Lichtenberg. Sie heiratete 1458 den Grafen Philipp I. den Älteren von Hanau-Babenhausen (* 1417; † 1480), der eine kleine Sekundogenitur aus dem Bestand der Grafschaft Hanau erhalten hatte, um sie heiraten zu können. Durch die Heirat entstand die Grafschaft Hanau-Lichtenberg. Nach dem Tod des letzten Lichtenbergers, Jakob von Lichtenberg, eines Onkels von Anna, erhielt Philipp I. d. Ä. 1480 die Hälfte der Herrschaft Lichtenberg. Die andere Hälfte gelangte an seinen Schwager, Simon IV. Wecker von Zweibrücken-Bitsch. Das Amt Buchsweiler gehörte zu dem Teil von Hanau-Lichtenberg, den die Nachkommen von Anna erbten.
1513 diente das Amt Buchsweiler kurzfristig dazu, eine Sekundogenitur für den jüngeren Bruder des regierenden Grafen, Philipp III., Graf Ludwig von Hanau-Lichtenberg, zu bilden. Er verzichtete darauf allerdings ein Jahr später wieder zugunsten seines Bruders Philipp III., offiziell mit dem Argument, dass es sachdienlicher sei, wenn die Grafschaft nur durch einen regiert werde. Was hinter diesem Vorgang steht, ist aufgrund der spärlichen Überlieferung nicht festzustellen.
Mit der Reunionspolitik Frankreichs unter König Ludwig XIV. kam das Amt Buchsweiler unter französische Oberhoheit. Nach dem Tod des letzten Hanauer Grafen, Johann Reinhard III. 1736, fiel das Erbe – und damit auch das Amt Buchsweiler – an den Sohn seiner einzigen Tochter, Charlotte, Landgraf Ludwig (IX.) von Hessen-Darmstadt. Mit dem durch die Französische Revolution begonnenen Umbruch wurde das Amt Buchsweiler Bestandteil Frankreichs und in den folgenden Verwaltungsreformen aufgelöst.
Nach einer Zählung vom Mai 1798 hatte das Amt 9.600 Einwohner.

## Bestandteile
| Ort                                                  | Herkunft                                                                                                 | Recht                                                              | Anmerkung |
| ---------------------------------------------------- | --- | ------------------------------------------------------------------ | --- |
| Bosselshausen                                        | Gehörte zum „Urbestand“, der schon Anfang des 13. Jhs. vorhanden war.                                    | Allod                                                              | |
| Buchsweiler (Burg und Stadt)                         | | Lehen des Bischofs von Metz                                        | |
| Dunzenheim                                           | 1337 als Mitgift der Elisabeth von Geroldseck anlässlich ihrer Heirat mit Heinrich III. von Lichtenberg. | Der Dinghof in Dunzenheim war wohl ein Lehen des Bischofs von Metz | Nach Eyer anteilig zusammen mit den Herren von Geroldseck; nach Knöpp ganz zu Hanau-Lichtenberg. |
| Durningen (Dürningen, Durungen)                      | | Allod (Lichtenberger Hälfte)                                       | Kondominium: Je zur Hälfte Herrschaft Lichtenberg und Bischof von Straßburg, deshalb auch nach der Reformation: römisch-katholische Pfarrei. Vor 1272 war die bischöflich-straßburger Hälfte an Lichtenberg verpfändet. 1398 war dann der Lichtenberger Anteil an Dürningen Teil der Pfandmasse, die die Aussteuer von Hildegard von Lichtenberg bei ihrer Heirat mit Graf Simund Wecker von Zweibrücken-Bitsch garantierte. |
| Ernolsheim                                           | Gehörte wohl zum „Urbestand“, der schon Anfang des 13. Jhs. vorhanden war.                               | Allod                                                              | Zusammen mit Zell (Wüstung) und Neuenhof Teil der Büttelei Ernolsheim. Kondominat, Lichtenberger Anteil: ½ |
| Geiswiller (Geisweiler, Giesweiler)                  | Gehörte wohl zum „Urbestand“, der schon Anfang des 13. Jhs. vorhanden war.                               | Allod                                                              | Die Lichtenberger kauften Mitte des 14. Jhs. den Dinghof in Geisweiler |
| Gimbrett (Gimbrecht; Gimbert)                        | Gehörte wohl zum „Urbestand“, der schon Anfang des 13. Jhs. vorhanden war.                               | Allod                                                              | 1398 war Gimbrett Teil der Pfandmasse, die die Aussteuer von Hildegard von Lichtenberg bei ihrer Heirat mit Graf Simund Wecker von Zweibrücken-Bitsch garantierte. |
| Gottesheim                                           | Seit 1283 nachgewiesener „Altbestand“                                                                    | Lehen der Kurpfalz                                                 | Hannemann von Lichtenberg versuchte, gegen die Kurpfalz gewaltsam durchzusetzen, dass Gottesheim sein Allod sei, was aber misslang. |
| Griesbach (Griesbach) (1/3)                          | Gehörte wohl zum „Urbestand“, der schon Anfang des 13. Jhs. vorhanden war.                               | Allod                                                              | Teil der Büttelei Imbsheim. In hessen-darmstädtischer Zeit wohl zunächst zum Amt Niederbronn, später zum Amt Wörth. |
| Hattmatt                                             | |                                                                    | 1345 erhielt die außereheliche Tochter des Hannemann von Lichtenberg u. a. die Hälfte von Hattmatt als Teil ihrer Aussteuer. |
| Hohatzenheim                                         | | Lehen des Bischofs von Metz                                        | 1378 von Heinrich IV. zur Hälfte an Ulrich von Finstingen verkauft. |
| Hohfrankenheim                                       | | Lehen des Bischofs von Metz                                        | 1378 verkauft Heinrich IV. Rechte in Hohfrankenheim an Ulrich von Finstingen. |
| Imbsheim                                             | Gehörte zum „Urbestand“, der schon Anfang des 13. Jhs. vorhanden war.                                    | Allod                                                              | Teil der Büttelei Imbsheim |
| Issenhausen                                          | Gehörte zum „Urbestand“, der schon Anfang des 13. Jhs. vorhanden war.                                    | Allod                                                              | |
| Kirrwiller (Kirweiler)                               | |                                                                    | |
| Melsheim                                             | 1348 stellten sich die Einwohner von Melsheim unter den Schutz der Herren von Lichtenberg.               | Allod?                                                             | |
| Menchhoffen (Menchhofen)                             | Gehörte wohl zum „Urbestand“, der schon Anfang des 13. Jhs. vorhanden war.                               | Lehen des Bischofs von Metz                                        | |
| Niedersoultzbach (Niedersulzbach)                    | Gehörte wohl zum „Urbestand“, der schon Anfang des 13. Jhs. vorhanden war.                               | Lehen des Bischofs von Metz                                        | |
| Printzheim (Breunsheim)                              | Gehörte wohl zum „Urbestand“, der schon Anfang des 13. Jhs. vorhanden war.                               | Allod                                                              | |
| Reitwiller (Reitweiler)                              | Gehörte wohl zum „Urbestand“, der schon Anfang des 13. Jhs. vorhanden war.                               | Allod                                                              | Das Dorf hieß ursprünglich „Routebur“. |
| Riedheim                                             | Gehörte wohl zum „Urbestand“, der schon Anfang des 13. Jhs. vorhanden war.                               | Allod                                                              | Teil der Büttelei Imbsheim |
| Ringendorf                                           | | Reichslehen                                                        | |
| Uttwiller (Uttweiler; Otweyler)                      | Gehörte wohl zum „Urbestand“, der schon Anfang des 13. Jhs. vorhanden war.                               | Lehen des Bischofs von Metz                                        | |
| Wickersheim (Welchersheim)                           | Gehörte wohl zum „Urbestand“, der schon Anfang des 13. Jhs. vorhanden war.                               | Allod                                                              | |
| Wiesenau („Wiesentowe“, Wüstung, später zu Hattmatt) | 1372 von den Herren von Wilsperg zur Hälfte gekauft.                                                     | Lehen des Bischofs von Metz                                        | Seit dem 15. Jh. wüst gefallen. |
| Wilshausen (Wilgeshausen; Willgottshausen)           | Gehörte wohl zum „Urbestand“, der schon Anfang des 13. Jhs. vorhanden war.                               | Allod                                                              | Teil der Büttelei Imbsheim |
| Wœllenheim (Wöllenheim)                              | Gehörte wohl zum „Urbestand“, der schon Anfang des 13. Jhs. vorhanden war.                               | Allod                                                              | |
| Zœbersdorf (Zöbersdorf)                              | Gehörte zum „Urbestand“, der schon Anfang des 13. Jhs. vorhanden war.                                    | Allod                                                              | Teil der Büttelei Imbsheim |

## Weiter wissenswert
Weiter gehörte zum Amt Buchsweiler die Wilwisheimer Mühle.
Winzenheim war als Lehen an die von Glaubiz vergeben und lag damit außerhalb der Organisation des Amtes Buchsweiler.